# 說文解字木部殘卷

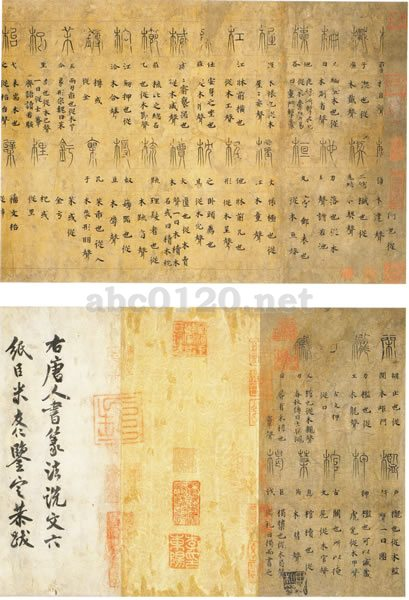
《說文解字》木部殘卷（局部）

《說文解字》木部殘卷是一部唐代中期寫本文獻，由清代學者莫友芝從安徽黟縣知縣張仁法處獲得，現存於日本大阪武田科學振興財團杏雨書屋。收錄有《說文解字·木部》186字的正篆、注音和說解。
木部殘卷與口部殘葉同為目前可見的最早的《說文解字》版本。